# 天津增廿
狐狸座27，又名BD+25 4302，HD 196504、SAO 88903、HR 7880，是狐狸座的一颗恒星，视星等为5.59，位于銀經68.73，銀緯-8.7，其B1900.0坐标为赤經20h 32m 48.6s，赤緯+26° -8.7′ 50″。